# عدنان مرعي
عدنان عزيز مرعي «أبو مجاهد» عسكري فلسطيني وأحد مؤسسي كتائب عز الدين القسام في شمال الضفة الغربية برفقة زاهر جبارين ويحيى عياش وعلي عاصي وهم المؤسس الفعلي لكتائب القسام في شمال الضفة الغربية والذين عرفوا داخل صفوف الكتائب «بالفريق الرباعي»، والأربعة تربوا في المحضن التربوي لجماعة الإخوان المسلمين، وهم ينحدرون من ثلاثة قرى متجاورة: رافات، وقراوة بني حسان، وسلفيت.

## النشأة والتعليم
في قرية «قراوة بني حسان»، قضاء سلفيت ولد عدنان عزيز مرعي عام 1968م، وفي أحضان أسرة متدينة وملتزمة ومحافظة، وانتظم في صفوف دروس التربية التي كان يعدها شباب الإخوان المسلمين في مساجد القرية لأبنائها فكان محافظا على صلاته.
بدأ دراسته الأساسية في قريته بمدرسة «قراوة بني حسان الإعدادية» حتى الصف الثالث الإعدادي، وتابع دراسته الثانوية وحصل على شهادة الثانوية العامة في مدرسة «بديا» الثانوية، ولحبه وشغفه بالعلم الشرعي الإسلامي إلتحق «بمعهد قلقيلية الشرعي»، حيث انضم هناك للجماعة الأم «جماعة الإخوان المسلمين» في العام 1987.

## اعتقاله الأول
اعتقل من سكنه في مدينة قلقيلية عام 1988م لمدة 20 يوماً، وبعد خروجه لم يستطع متابعة دراسته، بعد أن كانت القوات الصهيونية تعطل وتعرقل سير معظم المؤسسات التعليمية، وفي الفترة الأخيرة من حياته التي أمضاها في الدراسة -فترة ما بين 1992-1993– حيث انضم إلى مقاعد الدراسة في جامعة النجاح الوطنية في كلية الاقتصاد، للتغطية على عمله في كتائب القسام.